# Filotex
Filotex was een Italiaanse wielerploeg die werd opgericht in 1965 en opgeheven in 1975. 

## Bekende ex-renners
- Franco Bitossi
- Ugo Colombo
- Joseph Fuchs
- Rolf Maurer
- Ole Ritter